# Zievericher Straße 2 (Bergheim)
Das Gebäude in der Zievericher Straße 2 im Stadtteil Thorr in der Kreisstadt Bergheim im Rhein-Erft-Kreis gelegen, ist ein unter Denkmalschutz stehendes Bauwerk.

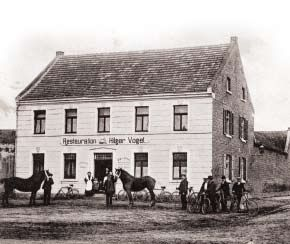
Ehemaliger Gasthof "Zum Schwan" in Thorr, ältere Ansicht.

## Geschichte
Um 1900 bestand hier die „Restauration Hilger Vogel“. Eine Restauration bezeichnete damals einen Gasthof. Er hieß „Zum Schwan“. Hilger Vogel ist 1873 in Thorr geboren. Neben der Gastwirtschaft betrieb er auch einen Handel mit Pferden. Er starb 1946. Danach erwarb der Thorrer Bauunternehmer Hilmann Mandewirth das Haus.

## Architektur
Das Haus bildete als landwirtschaftliches Anwesen ursprünglich ein Geviert. Durch Umbaumaßnahmen hat sich nur das Wohnhaus erhalten. Es ist zweigeschossig, besteht aus Backstein und ist verputzt. Ein Mitteleingang, je zwei seitliche Fenster im Erdgeschoss
und fünf Fenster im Obergeschoss gliedern die Fassade. Türe und Fenster sind mit Werksteinrahmen eingefasst. Ein Sohlbankgesims verbindet die Fenster im Obergeschoss.

## Denkmal
Das Gebäude ist als Denkmal mit der Denkmalnummer 102 in die Liste der Baudenkmäler in Thorr eingetragen. Die Beschreibung lautet:

Landwirtschaftliches Anwesen an einer Straßenecke gelegen, Wohnhaus 2-geschossig, Backstein, traufseitig zur Zievericher Straße an einer Seite des Gevierts liegend.

## Literatur

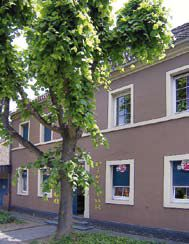
Aktuelle Ansicht des Gebäudes in der Zievericher Straße 2 in Thorr.